# 矢内達也
矢内 達也（やない たつや、1989年9月10日 - ）は、日本のテレビプロデューサー。朝日放送所属。

## 来歴・人物
兵庫県神戸市生まれ。
2008年、兵庫県立長田高等学校卒（高・60回生）。2012年、大阪大学外国語学部トルコ語科卒。同年、朝日放送入社。
大阪大学在学時に、ベルリン国際映画祭で金熊賞を受賞したトルコ映画「蜂蜜」（セミフ・カプランオール監督）の日本語翻訳を手掛ける。

## バラエティ
- ドヨルの妄想族（朝日放送、ディレクター）
- ドヨルの粉モンクエスト（朝日放送、ディレクター）
- ドヨルのご当地モンクエスト（朝日放送、ディレクター）
- 教えて！NEWSライブ　正義のミカタ（朝日放送、ディレクター）

## テレビドラマ
- 悪夢の六号室（朝日放送、助監督 2013）[3]
- Re:フォロワー(朝日放送、アシスタントプロデューサー 2019)
- この男は人生最大の過ちです（朝日放送、アシスタントプロデューサー 2020）
- 年下彼氏（朝日放送、プロデューサー補 2020）
- クレイジーレイン（朝日放送、プロデューサー 2020）
- 不倫をコウカイしてます（朝日放送、プロデューサー 2020）
- 3Bの恋人〜付き合ってはいけない職業男子との恋遊戯〜（朝日放送、プロデューサー 2021）
- ジモトに帰れないワケあり男子の14の事情（朝日放送、プロデューサー 2021）[4]
- 結婚できないにはワケがある。（朝日放送、プロデューサー 2021）[5]
- 禍話（朝日放送、プロデューサー 2021）
- 奇跡のバックホーム（朝日放送、プロデューサー 2022）
- 今夜、わたしはカラダで恋をする。（朝日放送、プロデューサー 2022）
- 彼女、お借りします（朝日放送、プロデューサー 2022）
- アカイリンゴ（朝日放送、プロデューサー 2023）
- around1/4 アラウンド・クォーター（朝日放送、プロデューサー 2023）
- 18歳、新妻、不倫します。（朝日放送、プロデューサー 2023）[6]